# Ludwig Wüst

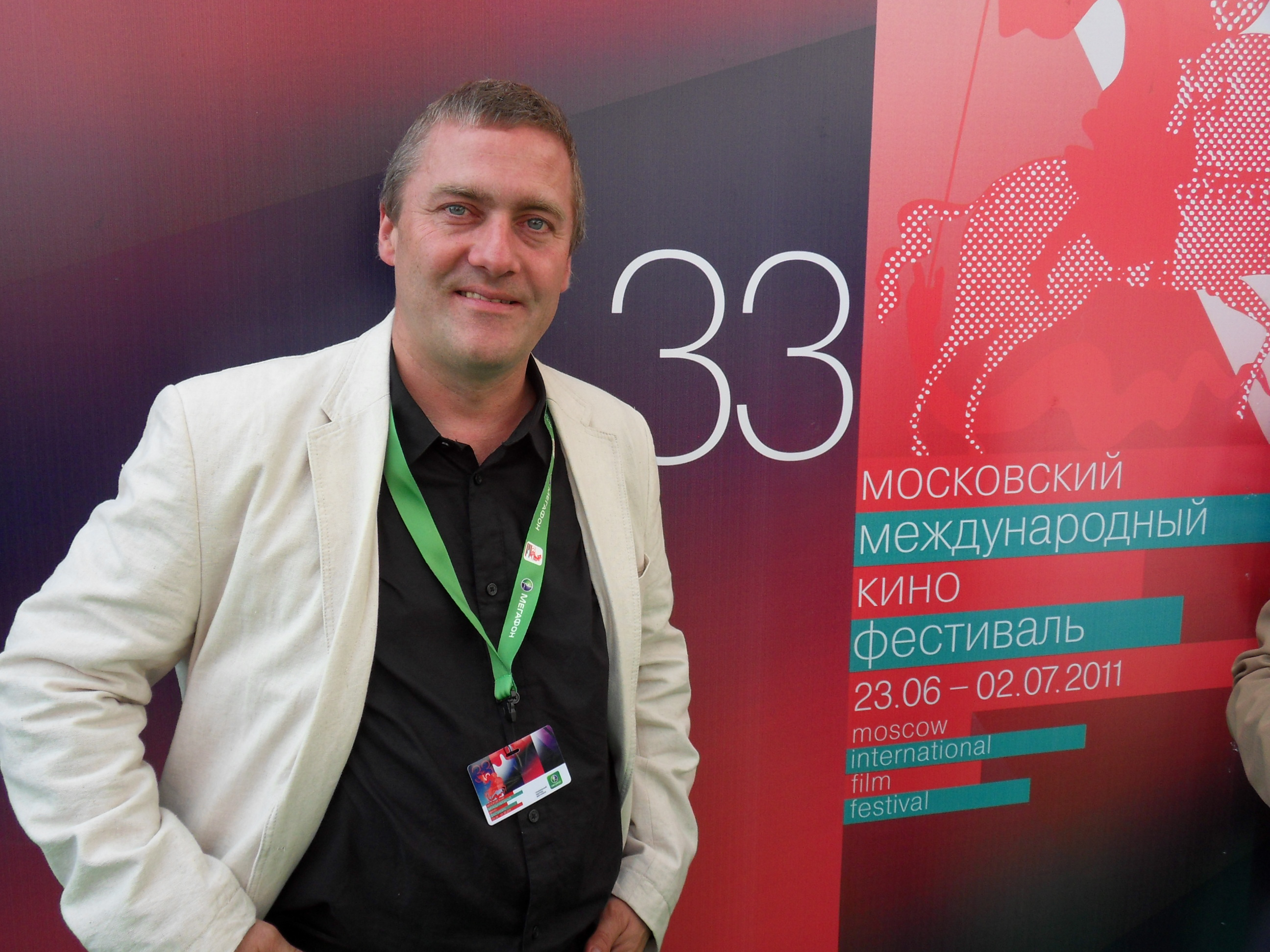
Ludwig Wüst, 2011

Ludwig Wüst (* 1965 in Bayern) ist ein österreichischer Regisseur, Drehbuchautor und Filmproduzent.

## Leben und Wirken
Wüst studierte Schauspiel und Gesang an der Hochschule für Musik und Darstellende Kunst Wien. Er arbeitete als Theaterregisseur in Frankfurt, Berlin, an der Oper Leipzig und in Wien (u. a. Wiener Festwochen und Arthur Schnitzlers Traumnovelle im Hotel Orient).
Während seiner Zeit am Theater schrieb er auch selbst Stücke, wie etwa Erika Mann – Ich war ein sehr gebranntes Kind für die Wiener Festwochen, Ägyptische Finsternis, nach einem Text von Ingeborg Bachmann, das Wüst später zu einem Film verarbeitete, oder Zu jener Zeit, die Geschichte einer Frau, die den Auftrag bekommt den Erlöser zu gebären und beschließt das Kind abzutreiben. Die geplante Uraufführung am 24. Dezember 1996 führte zu einem Skandal und vorübergehendem Aufführungsverbot. Am darauffolgenden Tag konnte das Stück, nach Verhandlungen mit Kirche, Politik und dem Veranstalter, zur Uraufführung gebracht werden.
1998 nahm Ludwig Wüst als Darsteller bei der Uraufführung des 6-Tages-Spiels von Hermann Nitsch im Schloss Prinzendorf, Niederösterreich, teil.
Später wandte sich Wüst dem Film zu. Sein Langfilmdebüt Koma erfolgte 2009 und erhielt zahlreiche gute Kritiken. Parallel zum offiziellen Kinostart in Österreich erfolgte eine europaweite Veröffentlichung als Video-on-Demand im Internet. Die filmische Sprache Wüsts wurde aufgrund ihres Realismus und ihrer Kompromisslosigkeit mit Michael Haneke, Ulrich Seidl oder den Dardenne-Brüdern verglichen.
Den mittellangen Spielfilm Tape End (2011) drehte Wüst in einer einzigen Einstellung, 60 Minuten ohne Schnitt, wobei er während des Drehs selbst nicht anwesend war und die Schauspieler mit seinen Anleitungen alleine ließ.
Seinen Kurzfilm Pasolinicode02112011 veröffentlichte Wüst am 2. November 2011, dem Todestag Pier Paolo Pasolinis Todestag, auf seiner eigenen Website. Danach folgten der Start auf Filmfestivals und die Präsentation als Videoinstallation in der Kunsthalle Wien.
Der Film Das Haus meines Vaters wurde 2013 im 21er Haus, dem Museum der Kunst des 21. Jahrhunderts in Wien, erstmals vorgestellt, die internationale Premiere feierte er beim Filmfestival in Karlovy Vary. Der Film ist einerseits ein eigenständiges Werk, andererseits ist er der Pilotfilm zur Heimatfilm-Trilogie. Der zweite Film der Trilogie, Abschied, wurde nach der Uraufführung in Karlovy Vary im Jahr 2014 gemeinsam mit Das Haus meines Vaters im Österreichischen Filmmuseum vorgestellt. Das Finale der Trilogie, Heimatfilm, wurde 2016 in Graz auf der Diagonale uraufgeführt und ebenfalls im Filmmuseum präsentiert. Heimatfilm ist ein Episodenfilm, der mithilfe unterschiedlicher filmischer Medien von unterschiedlichen Lebensentwürfen, Generationen und der Suche nach Identität erzählt.
Wüsts Aufbruch wurde 2018 bei der Berlinale im Forum uraufgeführt.
Aufbruch erschien gemeinsam mit Das Haus meines Vaters 2019 auf DVD in der Edition Der österreichische Film.
Das Arsenal Kino in Berlin zeigte 2019 eine Werkschau zu Ludwig Wüsts Filmen. Die Werkschau "Theater, Kino, Holzarbeit" der Diagonale im selben Jahr ging erstmals auf das gesamte Arbeitsspektrum Wüsts ein, sowohl auf seine Kino- und Theaterarbeit, als auch auf sein Schaffen als Tischler. Wüst inszenierte dabei im Rahmen einer Kooperation des Filmfestivals mit dem Schauspielhaus Graz das Theaterstück Fräulein Julie von August Strindberg.
Der Film 3.30 PM wurde ausschließlich mit Body-Cam gedreht und folgte dem schon bei Tape End umgesetzten Konzept, wonach der Regisseur während des Drehs nicht anwesend ist. Die Uraufführung erfolgte 2020 auf dem Jeonju International Film Festival, Südkorea. Weitere Premieren folgten auf der Viennale und den Internationalen Hofer Filmtagen im Rahmen eines Schwerpunkts zu Ludwig Wüst. Für sein innovatives und radikales Kamerakonzept erhielt Wüst als Regisseur den Kamerapreis bzw. Preis für die beste künstlerische Bildgestaltung der Diagonale.
In seinem nächsten Werk experimentierte Wüst wieder mit dem Format und wählte erstmals Film. I AM HERE! wurde auf 16 mm gedreht und hatte 2023 seine Uraufführung beim Internationalen Filmfestival Rotterdam. Auf der Diagonale wurde Wüst der Kodak Analog-Filmpreis verliehen. Das internationale Filmfestival Filmadrid zeichnete ihn mit dem Preis für den besten Film aus. Im selben Jahr wurde ABC auf den Internationalen Hofer Filmtagen gezeigt.
Im Jahr 2024 hatte auch #LOVE seine Uraufführung auf den Hofer Filmtagen. Der Film mixt unterschiedliche Genres, Stile und Formate, etwa Split-Screens, subjektive Kameraperspektiven oder einen Dialog über Videotelefonie.
2025 zeigt das Wiener  Metro-Kino eine einmonatige Werkschau, die einen Überblick über zwölf seiner Werke liefert.

## Filmografie
Langspielfilm (Buch, Regie und Produzent):
- 2009: Koma
- 2013: Das Haus meines Vaters
- 2014: Abschied
- 2015: (ohne titel)
- 2016: Heimatfilm
- 2018: Aufbruch
- 2020: 3.30 PM
- 2023: I AM HERE! (Produktion Maja Savic), ABC
- 2024: #LOVE

Kurzfilme und mittellange Filme (Buch, Regie und Produzent):
- 2002: Ägyptische Finsternis
- 2005: Nahaufnahme
- 2006: Zwei Frauen
- 2011: Tape End
- 2012: Pasolinicode02112011

Dokumentation  (Regie und Produzent):
- 2007: Bon Voyage

## Auszeichnungen
- 2009 Tamil Nadu International Filmfestival: Bester Film für Koma
- 2021 Diagonale Graz: Kamerapreis – Preis für die beste künstlerische Bildgestaltung für 3.30 PM
- 2023 Diagonale Graz: Kodak Analog-Filmpreis für I AM HERE!
- 2023 Filmadrid International Filmfestival: Bester Film für I AM HERE!

## Werkschauen
- 2014 Werkstattkino in München, Werkschau
- 2017 KommKino in Nürnberg, Werkschau
- 2019 Arsenal Kino Berlin, Werkschau
- 2019 Filmfestival Diagonale, Werkschau in Kooperation mit dem Schauspielhaus Graz
- 2025  Metro-Kino in Wien, Werkschau
- 2025 Werkstattkino in München, Werkschau